# Кареда (волость)
Кареда (эст. Kareda ) — бывшая волость в Эстонии в составе уезда Ярвамаа.

## Положение
Площадь волости — 91 км², численность населения на 1 января 2010 года составляло 803 человек.
Административный центр волости — посёлок Пээтри. Помимо этого на территории волости находятся ещё 11 деревень.

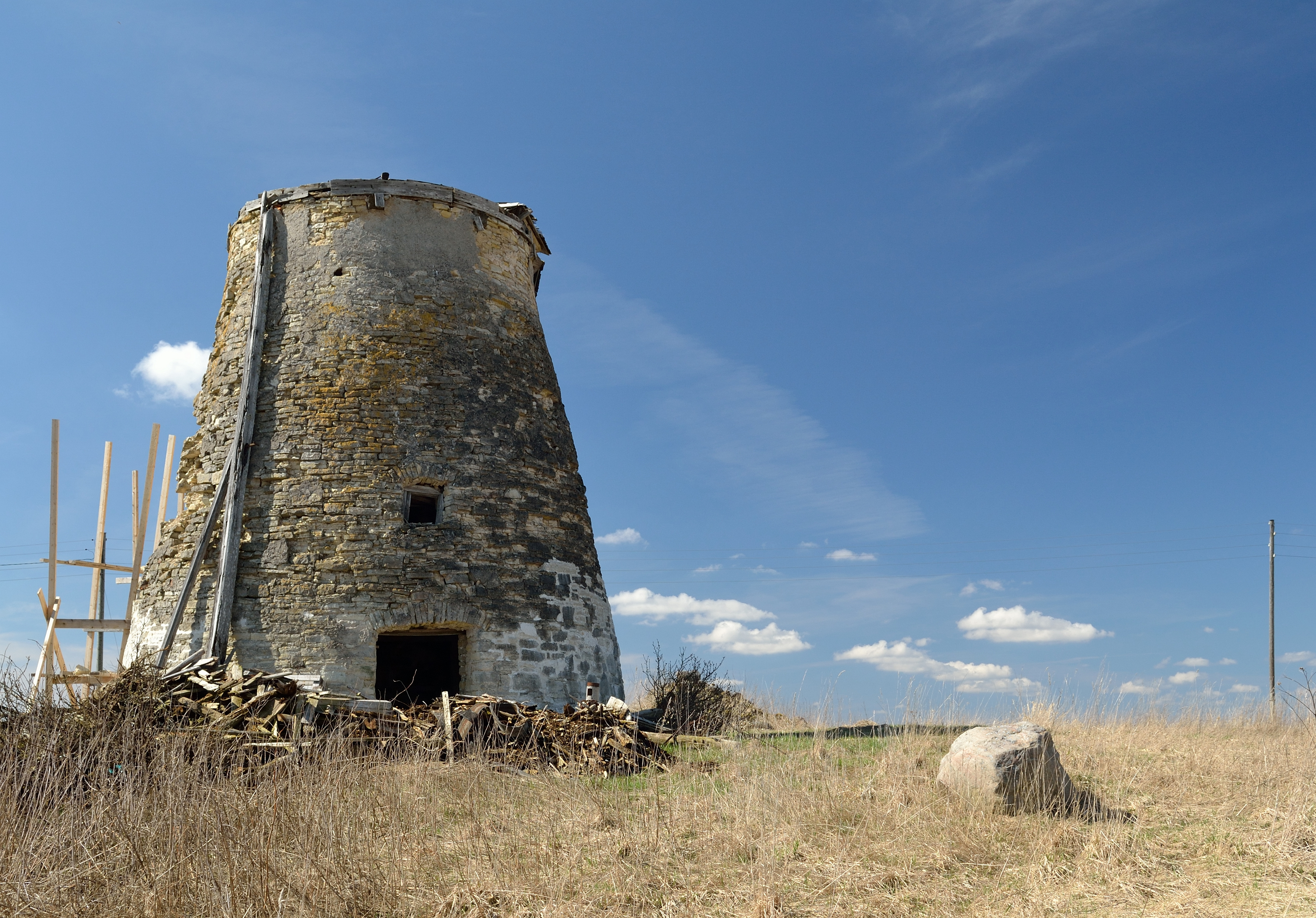
Ветряная мельница
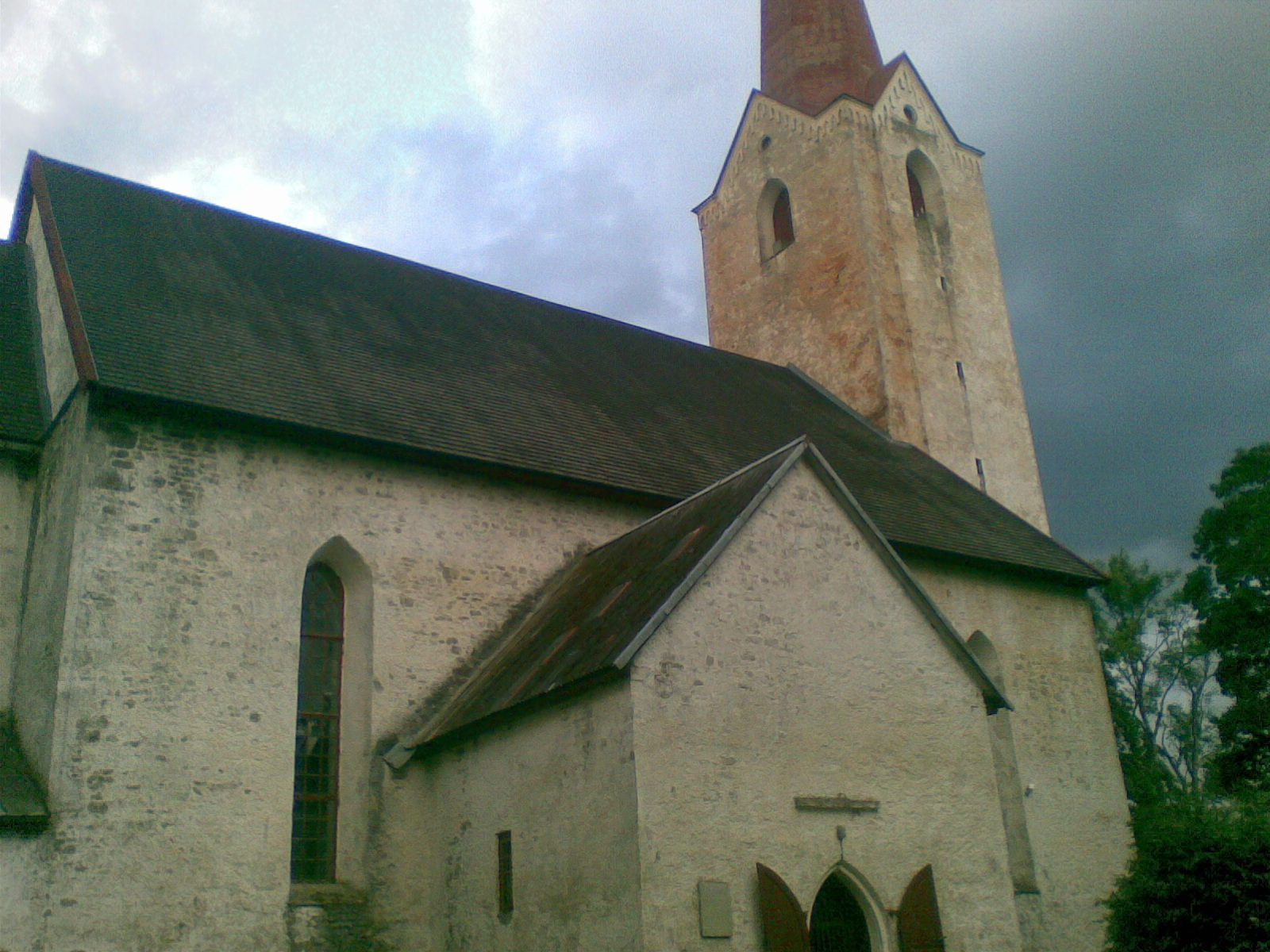
Церковь в посёлке Пээтри
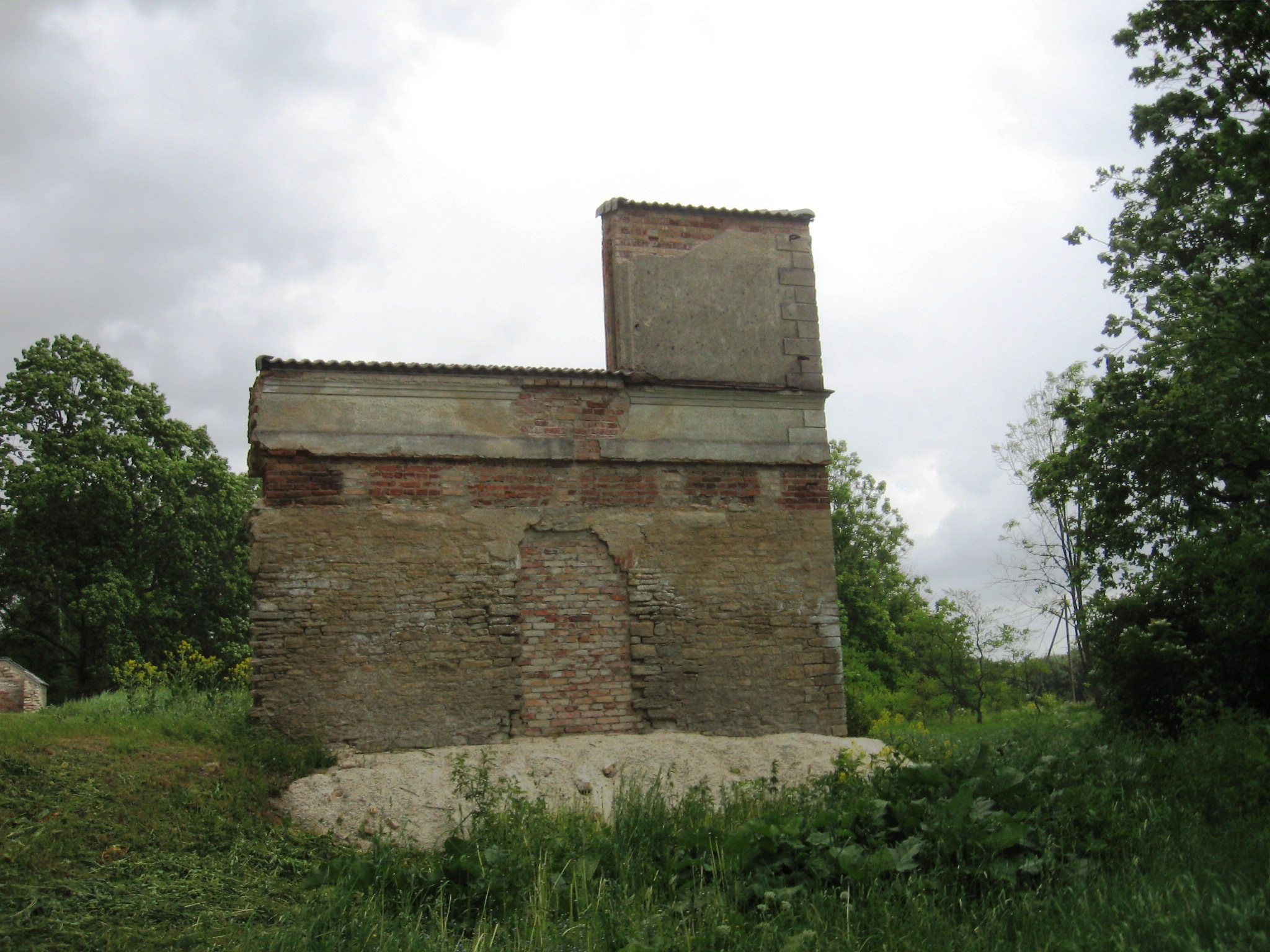
Руины усадьбы